# Šestiočka vidlozubá
Šestiočka vidlozubá (Dysdera cechica, dříve řazena do druhu Dysdera lantosquensis) je pavouk z čeledi šestiočkovitých. Žije v prosvětlených lesích ve středních a východních Čechách a na Moravě. Není to příliš hojný pavouk. Má cihlově hnědé a černé zbarvení. Dosahuje délky 6 až 12 mm. Živí se stínkami a svinkami, které zabíjí svými velkými, výrazně zahnutými chelicerami. Samečci tohoto druhu se za život páří s více samičkami. V České republice mu přežití komplikuje především úbytek biotopu.